# Palais Piosasque de Non

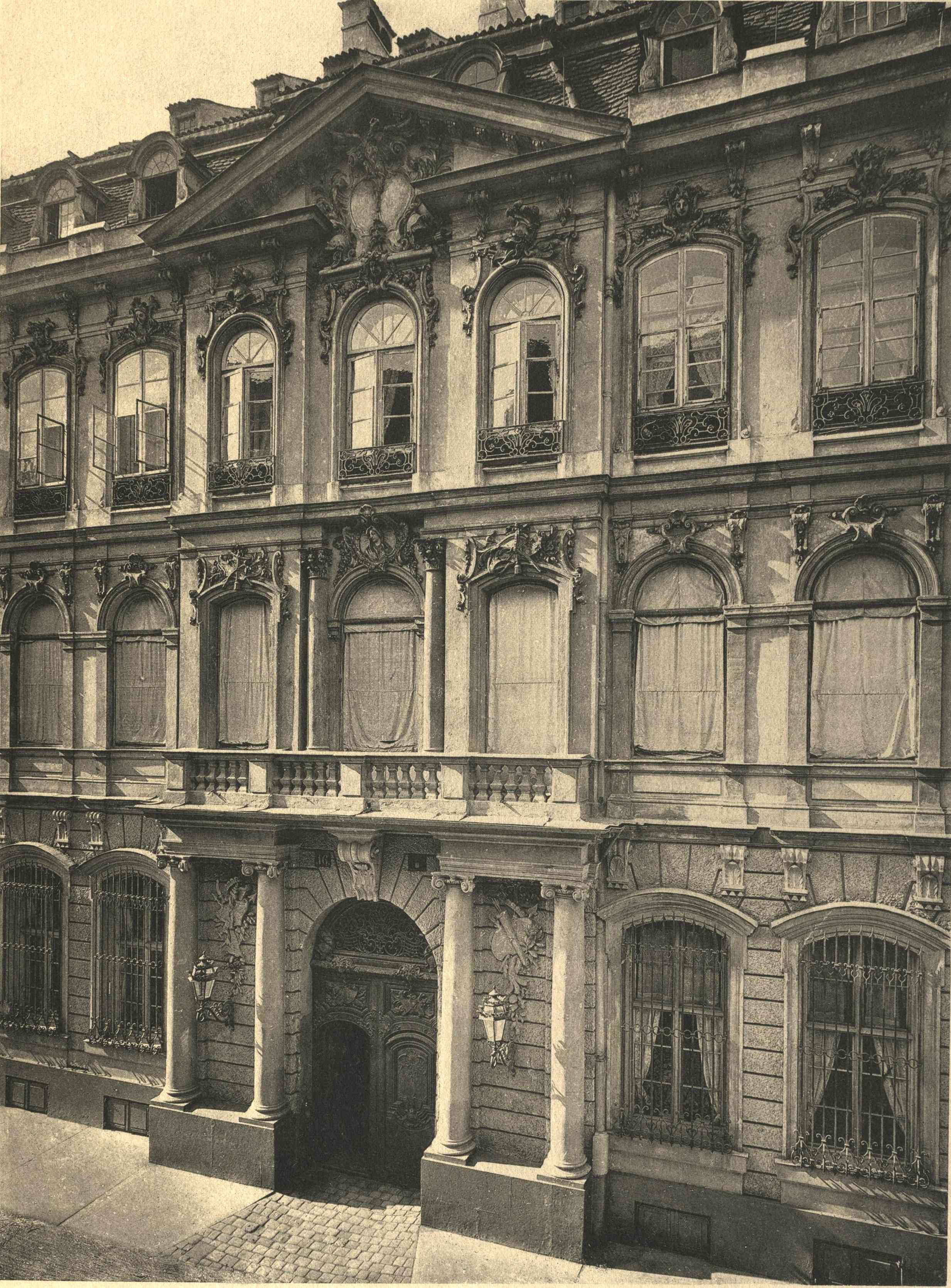
Das Palais Piosasque de Non vor 1897

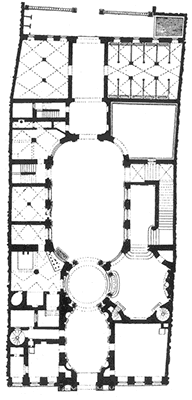
Grundriss

Das Palais Piosasque de Non war ein Rokoko-Palais im Zentrum von München in der Theatinerstraße, das bei Luftangriffen im Zweiten Weltkrieg zerstört wurde.

## Der Bauherr
In der Theatinerstraße 16 zu München erhielt im Jahre 1726 François de Cuvilliés der Ältere seinen ersten privaten Auftrag. Bauherr war Joseph Graf Piosasque de Non, Spross der Piossasco di None südwestlich von Turin, die neun Amseln unter der Grafenkrone im silbernen Wappen führten. Er hat das Grundstück vom Landesherrn als Geschenk erhalten. Der Hauptmann der berittenen Leibgarde wartete mit reliefierten Siegeszeichen zu beiden Seiten des triumphbogenartigen Portals auf. Der gebürtige Piemonteser hat sich im bayerischen Heer vom jungen Pagen zum Offizier entwickelt, ist „alle militärischen Stufen durchgegangen“, schließlich zum kurfürstlichen Kämmerer, Generalwachtmeister und Hartschier - Kapitän aufgestiegen.

## Architektur
Die dreiflügelige Anlage des Adelssitzes richtet sich nach dem nahen Palais des Max Ferdinand von Preysing, der gleichfalls im Gefolge des Kurfürsten diente. Fassade, Innenraumgestaltung und Möblierung waren im Zusammenhang mit dem früher begonnenen Haus unmittelbar gegenüber der Residenz zu verstehen. Die Architekten Cuvilliés und Effner arbeiteten um die Wette. Beide entwarfen säulengezierte Eingänge mit prächtig geschnitzten Türen, geschmiedeten Oberlichtgittern, Balkonen.
Die neunachsige in drei Geschosse gegliederte Fassade des Palais ist mit Pilastern, Konsolen, Girlanden und Masken und Rocailles über den Fenstern reich dekoriert. Die Mittelachse mit dem Portal wird im Obergeschoss durch einen gesprengten Tempelgiebel, der in das Dachgeschoss hinaufreicht, ausgezeichnet. In das Giebelfeld ist das Doppelwappen des Besitzers eingelassen.
Der Grundriss spiegelt den zeremoniellen Übergang vom öffentlichen Raum in die repräsentativen und schließlich privaten Bereiche. Der standesgemäßen Einfahrt folgte erhebendes Hinaufschreiten: „Das erste Vestibül mit seiner eleganten, ionischen Pilasterordnung, ein sich anschließender und gegen den Hof mit zwei Säulen öffnender Rundraum bilden die Durchfahrt. Man wendet sich zur Rechten in ein weiteres Vestibül von quadratischer Grundform, mit konkav abgestumpften Ecken, um zu der stattlichen, einarmigen Treppe zu gelangen, die den rechten Hofflügel füllt. Im Hauptgeschoß ist vorn eine Flucht von vier Räumen angeordnet, an die sich über dem zweiten Vestibül ein Vorzimmer mit geschickt angelegten Nebentreppen, dann der runde Speisesaal und im linken Hofflügel die größeren Festräume anschließen.“
Die Anlage erinnerte „besonders an die Raumkomposition italienischer Barockmeister …“ Ein steinernes Rundbogenportal, flankiert von ionischen Säulenpaaren und Reliefs, hat den Krieg überstanden. „Die stehengebliebenen, aber einsturzgefährdeten Fassaden des Palais Piosasque de Non, des Mielich - Hauses und anderer architektonischer Kostbarkeiten waren schon der Schutträumung anheimgefallen; darüber aus heutiger Sicht zu rechten, wäre unbillig.“

## Rezeption in der Kunstwissenschaft
„Hier sehen wir den neuen Stil ohne Übergang, wie ihn die Régence in Paris bedeutete, aus dem Boden eines vollsaftigen Barock herauswachsen, im einzelnen oft allzu derb und prunkreich, aber echt deutsch in seiner Phantasiefülle und gesunden Sinnlichkeit.“
Cornelius Gurlitt hielt das Baudenkmal für „wohl eine der graziösesten Schöpfungen der Münchner Architektur.“ Er schwärmte: „Unverkennbar sieht man an der Fassadenbildung den Einfluß der Theatinerkirche, der für die Folge geradezu maßgebend wird.“